# Pável Mamáyev
Pável Konstantínovich Mamáyev (en ruso: Павел Константинович Мамаев; Podolsk, Unión Soviética, 17 de septiembre de 1988) es un exfutbolista ruso que jugaba de centrocampista.

## Trayectoria
Mamayev comenzó su carrera futbolística en el FC Torpedo Moscú. Durante el verano de 2007 fue fichado por el CSKA Moscú y debutó el 29 de julio de 2007 contra el FK Jimki.

## Selección nacional
Mamayev forma parte de la selección rusa sub-21 que está disputando la clasificación para el Campeonato de Europa sub-21 2011.
En 2009 fue convocado con la selección absoluta, con la que ha jugado 15 partidos internacionales.
También disputó con la sub-21 el Torneo Esperanzas de Toulon de 2010.

## Clubes
| Club                     | País  | Año       |
| ------------------------ | ----- | --------- |
| F. C. Torpedo Moscú      | Rusia | 2006-2007 |
| P. F. C. CSKA Moscú      | Rusia | 2007-2013 |
| F. C. Krasnodar (cedido) | Rusia | 2013      |
| F. C. Krasnodar          | Rusia | 2014-2019 |
| F. C. Rostov             | Rusia | 2019-2021 |
| F. K. Jimki              | Rusia | 2022      |

## Palmarés

### Títulos nacionales
| Título                | Club                | País  | Año  |
| --------------------- | ------------------- | ----- | ---- |
| Copa de Rusia         | P. F. C. CSKA Moscú | Rusia | 2008 |
| Supercopa de Rusia    | P. F. C. CSKA Moscú | Rusia | 2009 |
| Copa de Rusia         | P. F. C. CSKA Moscú | Rusia | 2009 |
| Copa de Rusia         | P. F. C. CSKA Moscú | Rusia | 2011 |
| Liga Premier de Rusia | P. F. C. CSKA Moscú | Rusia | 2013 |
| Copa de Rusia         | P. F. C. CSKA Moscú | Rusia | 2013 |
| Supercopa de Rusia    | P. F. C. CSKA Moscú | Rusia | 2013 |